# کاروانسرای تل گندم کش محمدآباد
کاروانسرای تل گندم کش بوآی سفلی مربوط به دوره صفوی است و در شهرستان کهگیلویه، روستای بوآی سفلی واقع شده و این اثر در تاریخ ۱۲ بهمن ۱۳۸۱ با شمارهٔ ثبت ۷۴۶۶ به‌عنوان یکی از آثار ملی ایران به ثبت رسیده است.